# پولینا پخووا
 پولینا پخووا (بلاروسی: Паліна Пехава؛ زادهٔ ۲۱ مارس ۱۹۹۲) یک تنیس‌باز اهل بلاروس است.